# یواس‌اس کنتیکت (اس‌اس‌ان-۲۲)
یواس‌اس کنتیکت (اس‌اس‌ان-۲۲) (به انگلیسی: USS Connecticut (SSN-22)) یک زیردریایی است که طول آن 107.5 meters (353 feet) overall, 107.5 meters (353 feet) waterline می‌باشد. این زیردریایی در سال ۱۹۹۷ ساخته شد.